# Ідеальний клоун
«Ідеальний клоун» (англ. The Perfect Clown) — американська кінокомедія режисера Фреда С. Ньюмейєра 1925 року.

## Сюжет
Клерк отримує $10,000, щоб депонувати в банку, але банк закривається на ніч, тому він пробує дістатися до будинку президента банку з грошима.

## У ролях
- Ларрі Сімон — Берт Ларрі
- Кейт Прайс — місіс Саллі Малліган
- Дороті Дван — дівчина
- Джоан Мередіт — Чум
- Отіс Герлан — бос
- Спенсер Белл — "Сніжинка"
- Олівер Гарді — Малюк Малліган
- Френк Александр — Крихітний Тотт